# The Peggies
The Peggies (ザ・ペギーズ, Za pegīzu), stylisé the peggies, est un girls band japonais de J-rock composé de trois membres originaires de la préfecture de Kanagawa et formé en 2011. Le groupe a signé avec Poppo Express et est actuellement affilié à Epic Records Japan. Leur bureau d'affiliation s'appelle MOVING ON.
Le 8 juillet 2022, le groupe a annoncé une pause indéterminée à partir de septembre de cette même année, après la sortie de leur dernier album compilation et une dernière tournée intitulée « the peggies tour 2022 My White »

## Membres
- Yūho Kitazawa (北澤 ゆうほ, Kitazawa Yūho?)

De son vrai nom Yūho Kitazawa (北澤 佑扶, Kitazawa Yūho), née le 2 décembre 1995  à Tokyo, elle est la chanteuse et la guitariste du groupe. Elle est également chargée de l'écriture, de la composition et de l'arrangement des chansons. Elle est aussi connue sous le nom de « Yūho Kitazawa » (ゆうほきたざわ). Ses parents gèrent le Kitazawa Shoten (北沢書店, litt. « Librairie Kitazawa »), une bouquinerie fondée en 1902 à Kanda-Jinbōchō.
- Makiko Ishiwata (石渡 マキコ, Ishiwata Makiko?)

De son vrai nom Makiko Ishiwata (石渡 万輝子, Ishiwata Makiko), née le 27 août 1995  à Tokyo, elle est la bassiste du groupe. Elle est aussi mieux connue sous le nom de « Megamakiko » (メガマキコ).
- Miku Ōnuki (大貫 みく, Ōnuki Miku?)

De son vrai nom Miku Ōnuki (大貫 弥久, Ōnuki Miku), née le 23 avril 1995  dans la préfecture de Kanagawa, elle est la batteuse du groupe. Elle est aussi mieux connue sous le nom de « Minimiku » (ミニミク).

## Anime
- 2017 : la chanson Dreamy Journey (ドリーミージャーニー) sert de générique de fin à la série animée Boruto : Naruto Next Generations
- 2018 : la chanson Kimi No Sei (君のせい) sert de générique d'ouverture à la série animée Rascal Does Not Dream of Bunny Girl Senpai
- 2019 : la chanson Stand by Me (スタンドバイミー) sert de générique de fin de la série animée Sarazanmai
- 2020 : la chanson Centimeter (センチメートル) sert de générique d'ouverture à la saison 1 de la série animée Rent-a-Girlfriend
- 2021 : la chanson Footprints (足跡) sert de générique de fin à la saison 5 de la série animée My Hero Academia
- 2022 : la chanson Highlight Highlight (ハイライト・ハイライト) sert de générique d'ouverture à la série animée In the Heart of Kunoichi Tsubaki